# Pion (film)
Pion (ros. Wertikal) – radziecki film dramatyczny z 1966 roku w reżyserii Stanisława Goworuchina (debut) i Borysa Durowa.

## Opis fabuły
Czworo alpinistów wyrusza na podbój kaukaskiego szczytu, którego dotychczas nikomu nie udało się zdobyć. Gdy wierzchołek jest już tak blisko, kierownik wyprawy otrzymuje komunikat o zbliżającej się burzy śnieżnej. Odpowiedzialność i rozsądek przegrywają jednak walkę z pragnieniem osiągnięcia upragnionego celu.

## Obsada
- Włodzimierz Wysocki jako Wołodia
- Aleksandr Fadejew jako Nikitin
- Gienadij Woropajew jako Gienadij
- Larisa Łużyna
- Aleksandr Jakimow

i inni